# Milenarismo
El milenarismo (del latín mille  'mil' annus  'año' e -ismo), o quiliasmo (del griego equivalente), es la creencia escatológica que sostienen algunas denominaciones religiosas. Según esta creencia, se establecerá una Era Mesiánica en la Tierra antes del Juicio Final y el futuro estado permanente de "eternidad".
Tanto el cristianismo como el judaísmo han producido movimientos mesiánicos que se caracterizaban por enseñanzas milenaristas, como la idea de que un Reino Terrenal de Dios estaba cerca. Estos movimientos milenaristas a menudo condujeron a un considerable malestar social.
Desde un punto de vista cristiano, Cristo volverá para reinar sobre la Tierra (parusía) durante mil años, antes del último combate contra el mal, produciendo la condena del diablo a perder toda su influencia para la eternidad y comenzar el Juicio Universal. Tuvo influencia en la Iglesia del siglo II de la era cristiana (montanismo), en la Edad Media y, durante el siglo XX, entre teólogos católicos de América del Sur influidos por la obra del jesuita chileno Manuel Lacunza. Actualmente, es recordada por cristianos ortodoxos, ortodoxos orientales, católicos tradicionalistas y protestantes fundamentalistas.
También existen similitudes con el milenarismo en el zoroastrismo, que identifica sucesivos períodos de mil años, cada uno de los cuales terminará en un cataclismo de herejía y destrucción, hasta la destrucción final del mal y la destrucción final del espíritu del mal por un rey triunfante de paz al final de la última era milenaria.
Para algunos autores, el milenarismo, expresado en un utopismo de carácter secular, pero religioso, ha seguido vigente a través de proyectos políticos de salvación universal o ingeniería social totalitaria.

## Historia

### Judaísmo
El pensamiento milenarista surgió por primera vez en la literatura apócrifa judía del tumultuoso Período del Segundo Templo.
Gerschom Scholem describe las enseñanzas milenaristas judías medievales y modernas en su libro "Sabbatai Sevi, el mesías místico", que se centra en el movimiento del siglo XVII centrado en el autoproclamado mesianismo (1648) de Sabbatai Zevi (1626–1676).

### Iglesia primitiva

#### Premilenialismo
Durante los primeros siglos, se encontraron varias formas de milenialismo en la Iglesia Primitiva, tanto en Oriente como en Occidente. El premilenialismo sostenido por la Iglesia primitiva se llama "premilenialismo histórico", y fue apoyado en la iglesia primitiva por Papías de Hierápolis, Ireneo de Lyon, Justino Mártir, Tertuliano, Policarpo, Pseudo-Bernabé, Metodio de Olimpia,  Lactancio, Comodiano, Teófilo de Antioquía, Melitón de Sardes, Hipólito de Roma, Victorino de Pettau, Nepote, Sexto Julio Africano, Taciano y Montano. Sin embargo, las opiniones premileniales de Montano probablemente afectaron el rechazo posterior del premilenialismo en la Iglesia, ya que el montanismo era visto como una herejía.

#### Amilenialismo
En el siglo II, los "alogi" (aquellos que rechazaron todos los escritos de Juan) eran amileniales, como lo fue Cayo en el primer cuarto del siglo III.
Clemente de Alejandría y Orígenes, influenciados por el platonismo, negaron el premilenialismo. Del mismo modo, Dionisio de Alejandría (fallecido en 264) argumentó que el Libro del Apocalipsis no fue escrito por Juan y no podía interpretarse literalmente; él era amilenial.
Justino Mártir (fallecido en 165), que tenía tendencias quiliásticas en su teología, menciona diferentes puntos de vista en su Diálogo con Trifón (el judío), capítulo 80:
"Yo y muchos otros somos de esta opinión (premilenialismo), y (creemos) que tal cosa tendrá lugar, como seguramente usted sabe; pero, por otra parte, le señalé que muchos que pertenecen a la fe pura y piadosa, y son verdaderos cristianos, piensan de otra manera."
Agustín de Hipona, en sus primeros días, afirmó el premilenialismo, pero más tarde cambió al amilenialismo, haciendo que la visión se popularizara junto con el Papa Gregorio Magno. 
La Enciclopedia Católica señala que, en el siglo II, los defensores de diversas creencias gnósticas (consideradas herejías) también rechazaron el milenarismo.

### Reforma y más allá
Las opiniones cristianas sobre el orden futuro de los acontecimientos se diversificaron después de la reforma protestante, en 1517. En particular, se puso un nuevo énfasis en los pasajes del Libro del Apocalipsis que parecían decir que, cuando Cristo regresara para juzgar a los vivos y a los muertos, Satanás sería encerrado durante 1000 años, pero luego liberado en el mundo para instigar una batalla final contra Dios y sus santos.
Los teólogos católicos y ortodoxos anteriores no tenían una visión clara o de consenso sobre lo que esto realmente significaba (solo el concepto de que el fin del mundo llegaría inesperadamente, "como un ladrón en la noche", y el concepto del "anticristo" eran casi universalmente aceptados). Las teorías milenaristas intentan explicar cómo serían estos "1000 años de Satanás atado con cadenas".
Existen varios tipos de milenarismo en relación con la escatología cristiana, especialmente dentro del protestantismo, como el premilenialismo , el posmilenialismo y el amilenialismo . Los dos primeros se refieren a diferentes puntos de vista sobre la relación entre el "Reino milenial" y la segunda venida de Cristo.
El premilenialismo considera que la Segunda Venida de Cristo precede al milenio, separando así la Segunda Venida del Juicio Final. En esta perspectiva, el "reinado de Cristo" se llevará a cabo físicamente en la tierra.
El posmilenialismo considera que la Segunda Venida de Cristo ocurrirá después del milenio y simultáneamente con el Juicio Final. En esta perspectiva, el "reinado de Cristo" (durante el milenio) será espiritual en la iglesia y a través de ella.
El amilenialismo considera que el reino de 1000 años se describe metafóricamente en Apocalipsis 20:1-6, en el que el "Reinado de Cristo" está vigente en la iglesia y a través de ella. Por lo tanto, si bien esta perspectiva no sostiene un futuro reinado milenial, sí sostiene que los Nuevos Cielos y la Nueva Tierra aparecerán al regreso de Cristo.

### SiglosXIXyXX

#### Iglesia católica
La Iglesia Católica condena enérgicamente el milenarismo como lo demuestra lo siguiente:
El engaño del Anticristo empieza a tomar forma en el mundo cada vez que se pretende realizar en la historia aquella esperanza mesiánica que sólo puede realizarse más allá de la historia mediante el juicio escatológico. La Iglesia ha rechazado incluso formas modificadas de esta falsificación del reino futuro bajo el nombre de milenarismo, especialmente la forma política "intrínsecamente perversa" de un mesianismo secular.
—  Cardenal Joseph Ratzinger, Catecismo de la Iglesia Católica, 1995;

#### Movimiento de estudiantes de la Biblia
El Movimiento de los Estudiantes de la Biblia es un movimiento milenarista basado en las opiniones expresadas en "El Plan Divino de los Siglos", publicado en 1886, en el Volumen Uno de la serie Estudios de las Escrituras, del Pastor Charles Taze Russell. Los Estudiantes de la Biblia creen que habrá una oportunidad universal para cada persona, pasada y presente, que no haya recibido previamente un llamamiento celestial, de obtener la vida eterna en la Tierra durante el Milenio.

#### Testigos de Jehová
Los Testigos de Jehová creen que Cristo reinará desde el cielo durante 1000 años como rey sobre la Tierra, asistido por los 144 000 humanos ascendidos. Según ellos, durante este reinado de 1000 años la Tierra se convertirá en un paraíso, como el Jardín del Edén, y los propios humanos volverán a la perfección perdida por Adán y Eva.

#### La Iglesia de Dios Todopoderoso
También conocida como "Relámpago Oriental", la Iglesia de Dios Todopoderoso menciona en sus enseñanzas la "Era del Reino Milenial", que seguirá a las catástrofes profetizadas en el Libro de Apocalipsis de la Biblia.

#### Nueva Reforma Apostólica
En contraposición a gran parte del movimiento pentecostal, que tiende a creer en el premilenialismo, el ascenso del Anticristo y la decadencia del mundo antes de la Segunda Venida, la "Nueva Reforma Apostólica" se centra en una escatología "optimista". En otras palabras, sostiene que la mayoría de las profecías del fin de los tiempos se han cumplido hace mucho tiempo y que los profetas y apóstoles modernos tienen autoridad divina; el fin de los tiempos será una era en la que los cristianos obedientes, mediante el uso de la guerra espiritual lucharon contra todos los aspectos de la sociedad que os alineen con sus creencias cristianas (el "Mandato de las Siete Montañas"), y, así, provocarán la Segunda Venida. 

### Islam
El Profeta Mahoma ha declarado que un hombre de su familia vendrá y librará al mundo de toda injusticia y tiranía. Será conocido como el Mahdi.
Los musulmanes también creen que Jesús vendrá junto al Mahdi y luchará junto a él contra la opresión y la injusticia, y que el Mahdi gobernará durante un período de tiempo antes del Día del Juicio. El Mahdi está mencionado en los libros sunitas Sunan Abu Dawud 4285, Sunan Ibn Majah 4083 y Sahih Muslim 2913.
Los musulmanes chiitas y sunitas difieren sobre quién es exactamente el Mahdi. Si bien ambos coinciden en que vendrá junto a Jesús para salvar a la humanidad de la injusticia y la opresión, los sunitas creen que aún no ha nacido, mientras que los chiitas creen que actualmente está vivo y oculto.

### Fe Baha'i
Baha'ullah mencionó en el Kitáb-i-Íqán que Dios renovará la "Ciudad de Dios" cada mil años aproximadamente, y mencionó específicamente que una nueva Manifestación de Dios no aparecería dentro de los 1000 años (1852–2852 DC) de la "Dispensación" de Bahá'u'lláh, pero que la autoridad del mensaje de Bahá'u'lláh podría durar hasta 500 000 años. 

### Teosofía
Alice Bailey enseñó que El Cristo o el Instructor del Mundo regresaría "en algún momento después del año 2025", y que este sería el equivalente en la Nueva Era al concepto cristiano de la Segunda Venida de Cristo. Nótese que el ser del que habla: el Instructor del Mundo es el mismo que el ser espiritual más conocido por otros teósofos como Maitreya. 

## Apocalipsis
La mayor parte del pensamiento milenarista cristiano se basa en el Libro de Apocalipsis (Revelación), específicamente en el Capítulo 20 que describe la visión de un ángel que desciende del cielo con una gran cadena y una llave de un pozo sin fondo, y captura a Satanás, encarcelándolo durante mil años:
Y prendió al dragón, la serpiente antigua, que es el diablo y Satanás, y lo ató por mil años; y lo arrojó al abismo, y lo encerró y lo selló sobre él, para que no engañase más a las naciones, hasta que fuesen cumplidos mil años; y después de esto, es necesario que lo dejen salir por un poco de tiempo. (Apocalipsis 20:2–3)
El libro del Apocalipsis describe luego una serie de jueces que están sentados en tronos, así como la visión que tuvo Juan de las almas de aquellos que fueron decapitados por su testimonio a favor de Jesús y su rechazo a la marca de la bestia. Estas almas:
resucitaron y reinaron con Cristo por mil años. (Los demás muertos no volvieron a vivir hasta que se cumplieron mil años.) Esta es la primera resurrección. Bienaventurados y santos los que participan de la primera resurrección. La segunda muerte no tiene poder sobre éstos, sino que serán sacerdotes de Dios y de Cristo, y reinarán con él por mil años. (Apocalipsis 20:4–6)
Se calcula que el Libro de Apocalipsis fue escrito hacia el año 96  d. C. Específicamente, toma literalmente el capítulo 20 de este libro profético en el que se dice que el diablo permanecerá encarcelado en el abismo por mil años. Apocalipsis 20:4-5 dice que en ese tiempo, Cristo volverá y reinará junto a los mártires ("los que habían sido decapitados a causa del testimonio de Jesús y de la Palabra de Dios") y aquellos que no habían adorado a la bestia. El diablo será liberado por un breve tiempo al finalizar ese período. Levantará contra Cristo las naciones de Gog y Magog y marchará por toda la tierra hasta rodear el campamento de los santos. Entonces, caerá fuego del cielo y los consumirá. El diablo será arrojado a un estanque de azufre junto al falso profeta y la Bestia. A continuación, ocurrirá el Juicio de las Naciones o Juicio Universal: todos los muertos resucitarán y comparecerán frente a Cristo, quien los juzgará según sus acciones. Los que no estén en El Libro de la Vida serán arrojados también al estanque de fuego, lugar que indica una destrucción eterna.
La Bestia no debe identificarse con el Diablo. Las referencias a ella en el Apocalipsis son varias y es posible que aludieran al emperador romano, aunque la identificación con el demonio tampoco es caprichosa. En este capítulo, de hecho la Bestia yace junto al diablo en el fuego. 
Los milenaristas calcularon esos mil años de distinta manera, pero siempre literalmente. Sin embargo, este término de mil años no es de ningún modo un elemento esencial del milenio para todos los cristianos por igual como es concebido por sus adherentes. Para la Iglesia católica, todo se mueve en la esfera espiritual y religiosa; aún la descripción del fin del mundo y del juicio final llevan este sello. La victoria sobre la bestia (el enemigo de Dios y de los santos) y sobre el anticristo, así como el triunfo de Cristo y sus santos, son descritos en el Apocalipsis de San Juan (Ap. 20-21), en figuras que recuerdan las de los escritores apocalípticos judíos, especialmente de Daniel y del apócrifo de Enoc (o Henoc). Satanás es encadenado en el abismo por mil años, los mártires y los justos se levantan de la muerte y comparten el sacerdocio y reinado de Cristo. Un gran número de cristianos de la era posapostólica, particularmente en Asia Menor, se entregaron tanto a la apocalíptica judía como para poner un significado literal en esas descripciones del Apocalipsis de San Juan; el resultado fue que el milenarismo se esparció y ganó acérrimos defensores no solamente entre los heréticos (gnósticos como Cerinto), sino también entre los cristianos.

Modelo del milenialismo en el Apocalipsis de Juan

## Polémica cristiana
La idea de un milenio bajo el reinado de Cristo en la Tierra formó parte importante de la teología de los tres primeros siglos del cristianismo. Desde el siglo II varios polemistas enfrentaron las tesis de los montanistas y otros creyentes que esperaban un rápido advenimiento del Milenio y refutaron a quienes querían hacer cálculos sobre cuándo llegaría esa edad, en la forma que posteriormente lo haría San Agustín, el autor de "La Ciudad de Dios", recordando que Cristo había tenido el cuidado de no favorecer fechas precisas sobre su segunda llegada cuando dijo: "En cuanto a ese día o a esa hora, nadie la conoce, ni los Ángeles del cielo ni el Hijo, sino sólo mi Padre", en el llamado sermón escatológico del Evangelio de Mateo 24:36.
La forma en que consideraban el milenio el gnóstico Cerinto, Papías, Justino e Ireneo de Lyon y otros escritores de los primeros siglos del cristianismo, tienen como punto de partida el libro de Apocalipsis, pero también declaraciones milenaristas que se encuentran en los escritos de Pedro y de Pablo, así como en el Padrenuestro: "Venga Tu Reino", esto es, a la Tierra, para que aquí se haga Su voluntad, como se hace en el cielo (Cf. Mt 6).
Eusebio de Cesarea no era partidario del Milenio. Aparentemente esa opinión antimilenarista suya fue la que influyó en la forma en que trata a los milenaristas, entre los cuales también hubo gnósticos, a pesar de que en general los gnósticos fueron los primeros en abominar de la sola idea de un reinado de Cristo sobre la Tierra.
Por ejemplo, leemos a Eusebio de Cesarea en Historia Eclesiástica III, 28:

Esta es la doctrina que enseñaba Cerinto: el reino de Cristo será terrenal. Y como amaba el cuerpo y era del todo carnal, imaginaba que iba a encontrar aquellas satisfacciones a las que anhelaba, las del vientre y del bajo vientre, es decir del comer, del beber, del matrimonio: en medio de fiestas, sacrificios e inmolaciones de víctimas sagradas, mediante lo cual intentó hacer más aceptables tales tesis.

La alusión al "falso mesías" en el Apocalipsis fue interpretada como señal de que antes del Juicio Final aparecerá un personaje así, también llamado Anticristo, lo que por otra parte es predicado por Jesús en el Evangelio de Mateo. Esto movió a identificar al falso mesías con diversos gobernantes y Papas. Para el reformador Martín Lutero, por ejemplo, el Anticristo era sin duda el Papa. A través de toda la Edad Media, escritores eclesiásticos intentaron interpretar el pasaje en el que San Juan menciona el milenio. 
Pese a la condena extraoficial con carácter de oficial para muchos, aun en 1790, año en que el jesuita chileno Manuel Lacunza culminó en Imola su obra La venida del Mesías en Gloria y Majestad, persistía el milenarismo como una corriente marginal y esporádica en el seno de la Iglesia Católica. El libro de Lacunza, en todo caso, fue incluido en el Index Librorum Prohibitorum (el listado de libros prohibidos por la Inquisición). 
Debido a que así creían una parte de los santos Padres de la antigüedad, no solamente Papías de Hierápolis, sino también, entre otros, Justino Mártir, Policarpo, y el insigne Ireneo de Lyon, para Lacunza condenar el milenarismo equivaldría a condenar a una nube de testigos entre los tres siglos primeros y a echar por tierra el mismísimo concepto de la sucesión apostólica, ya que algunos de los primeros obispos cristianos eran milenaristas.
Prescindiendo del número mil, y por extensión, comenzó a llamarse milenaristas a los movimientos religiosos que ponen énfasis en el regreso de Cristo, la fundación de la Nueva Jerusalén (la ciudad de los justos) y el castigo a los pecadores.

## El renacimiento del milenarismo
La idea milenarista se dejó sentir, con un ímpetu cada vez mayor, a partir del siglo XII para pronto extenderse por toda Europa a través de incontables sectas militantes, entre las cuales las huestes de Dolcino en Italia, los taboritas bohemios y los campesinos revolucionarios de Thomas Müntzer así como los anabaptistas de Münster en Alemania se destacan por su radicalidad y por los horrendos baños de sangre con que se cerraron aquellos episodios.
Las razones de este renacimiento del milenarismo no son evidentes y lo más probable es que exista aquí una fuerte relación con el militantismo belicoso que invade a la cristiandad a partir de la Primera Cruzada, que se desencadena haciéndose eco del famoso Sermón de Clermont realizado por el papa Urbano II en 1095. Las “guerras santas” de aquella época se dan a su vez en un contexto económico y social cada vez más apremiante, donde el aumento poblacional estaba desbordando las capacidades de la agricultura europea. Había así muchos segmentos poblacionales que no podían acceder a la tierra ni tampoco a posiciones dentro de los estamentos establecidos de la sociedad medieval y entre los cuales tendía a imponerse un estilo de vida itinerante. Fuese como fuese, la marea de la fe militante se volcaría hacia el mundo, ya sea para conquistarlo, como en el caso de la Tierra Santa, luego de América, o para reformarlo de raíz, como en el seno mismo de la antigua cristiandad.

## Joaquín de Fiore
Será a fines del siglo XII cuando el milenarismo encontrará su teórico más destacado y de lejos más influyente: el monje calabrés Joaquín de Fiore (Gioacchino da Fiore, 1135-1202), “de espíritu profético dotado”, para usar las palabras que Dante le dedicó en La divina comedia. Paul Johnson lo califica en su Historia del Cristianismo, con toda razón, como el más erudito, sistemático y “científico” de todos los creadores medievales de sistemas proféticos. Además, “no era un rebelde, sino un elegante abate calabrés, protegido por tres papas, un hombre cuya conversación complació a Ricardo Corazón de León en su viaje durante la Tercera Cruzada”.
El monje calabrés Joaquín de Flor, mientras viajaba por Galilea entre 1156 y 1157, tuvo una experiencia mística en el Monte Tabor, luego del cual obtuvo el don de la exégesis. Para él la historia de la humanidad es un proceso de desarrollo espiritual, que pasa por tres fases: la Edad del Padre de 5000 años (Era de la Ley), la Edad del Hijo de 2000 años (Era de la Gracia) y la Edad del Espíritu Santo de 1000 años (Era del Amor).
Joaquín es el creador de una interpretación de la historia que, al igual que la de San Agustín, debe ser considerada como una de las grandes novedades culturales de Occidente y, además, como el restablecimiento sistemático del milenarismo. Tal como Karl Löwith lo dice: “Joaquín abrió la puerta a una revisión fundamental de mil años de historia y de teología cristiana [...] Su creencia en un último progreso providencial hacia la culminación de la historia de salvación dentro de la estructura misma de la historia del mundo es radicalmente nueva en comparación con el diseño de Agustín”. La esencia de la concepción del monje calabrés reside en su visión de la historia como manifestación progresiva de la Trinidad, es decir, como un proceso dividido en tres grandes fases, a través de las cuales se pasa a niveles más altos de perfección, culminando en un estadio de plenitud y bienaventuranza caracterizado por la libertad, la santidad, la inocencia, el amor y la armonía contemplativa que Joaquín llamó ordo monachorum. Para él, la humanidad había superado ya la primera fase en esta evolución, la Época de Padre, y se encontraba al final de la segunda fase, la Época del Hijo, cuyo término pronosticaba, apoyándose en el pasaje 12:6 del Apocalipsis, para el año 1260. Joaquín se consideraba a sí mismo como el anunciador de la tercera y dichosa fase, como el Juan Bautista de la Época del Espíritu Santo. El paso a esta tercera época estaría marcado por hechos de un dramatismo propiamente apocalíptico, como ser enormes guerras y sufrimientos relacionados con la aparición del muy temido Anticristo, el cual sería finalmente derrotado, el pueblo judío convertido y el milenio abriría así sus ansiadas puertas.
La grandiosa visión histórica de Joaquín conocería un destino singular. Algunos de sus discípulos radicalizarían su profecía, pasando en muchos casos a la preparación práctica de la renovatio mundi anunciada y la creación de esa especie de hombre nuevo medieval que es el homo bonus de Dolcino, uno de los seguidores más temidos de las profecías de Joaquín. Otros adoptarían las formas más radicales del movimiento franciscano, en cuyo seno tanto las profecías reales como las atribuidas a Joaquín tuvieron gran influencia. Ante el clima de cisma generalizado que dominaba a la cristiandad de entonces, la Iglesia respondió, por medio de la Inquisición, con una brutal represión de los disidentes más extremos. Las profecías del abate calabrés pasaron desde entonces a alimentar el submundo de la herejía y de la subversión, inspirando nuevas y nuevas generaciones de rebeldes durante los siglos venideros. Pero no solo los Dolcino, los Müntzer o los Campanella recibirían inspiración de Joaquín. A través de la gran influencia de la obra del alemán Gotthold Ephraim Lessing (uno de los grandes referentes intelectuales de Marx) titulada Sobre la educación de la especie humana de 1780 se relanzará, desde el seno mismo de la Ilustración, el esquema triádico de Joaquín, preanunciando las formulaciones hegelianas y, por su conducto, las marxistas. En Francia, las ideas del abate calabrés serán reivindicadas por los discípulos de Henri de Saint-Simon y Auguste Comte rendirá homenaje a Joaquín en quien verá uno de sus predecesores. Entre los jóvenes hegelianos (entre quienes se cuentan Marx, Engels y Bakunin) la visión de Joaquín fue relanzada en 1838 por el conde polaco August von Cieszkowski en una obra señera titulada Prolegómenos sobre la filosofía de la historia. En esta obra Cieszkowski plantea la necesidad de pasar a la acción, formulando lo que él mismo llama una “filosofía de la praxis” (“die Philosophie der Praxis”). Así, Joaquín de Fiore entrará de lleno al panteón de la modernidad y le pondrá su sello a nuestras utopías contemporáneas. 
Incluso en nuestros días el monje calabrés no pierde su actualidad. Según se pudo leer en el Sunday Times del 27 de marzo de 2009 el portavoz de la Santa Sede, padre Raniero Cantalamessa, afirmó que Joaquín fue citado tres veces en los discursos de la campaña electoral de Barack Obama como una autoridad moral y un visionario. Ante esto, Cantalamessa recordaba que, tal como el mismo Papa Benedicto XVI hace no mucho lo sostuvo, para la Iglesia Católica los pensamientos de Joaquín eran “falsos y heréticos”. Sin embargo, nadie ha podido encontrar las supuestas referencias de Obama a Joaquín.

## Pervivencia del milenarismo
La reforma protestante del siglo XVI vino luego a prestar terreno fértil para una nueva ola de difusión del pensamiento milenarista, que tomaría las formas más diversas, inspirando desde respetables sociedades científicas en Inglaterra hasta muchos de los emigrantes que partirían para buscar la tierra prometida más allá del Atlántico. La caída del Imperio bizantino (1453) mereció interpretaciones milenaristas, también el descubrimiento de América movió a muchos espíritus a entender el acontecimiento como un signo de la llegada de los tiempos profetizados por San Juan. El monje dominicano Francisco de la Cruz, condenado a la hoguera en 1578, predicó el traslado del papa a Lima, la Nueva Jerusalén; él mismo se llamó el "tercer David" y proclamó la espera de un "Tercer Testamento". En plena Era Moderna, muchos siguieron ocupándose de la interpretación del Apocalipsis. El propio Isaac Newton, el descubridor de la ley de gravedad, escribió sobre la antigua profecía e hizo cálculos acerca del cumplimiento de sus plazos. En 1595 se publicaron las profecías de san Malaquías, supuestamente datadas en el siglo XII, que han adquirido un carácter apocalíptico fijando una fecha aproximada del fin del mundo a través de una lista de papas. Dado que esta profecía determina una fecha próxima para tal suceso (después del actual papa, Francisco, hasta el fin del mundo quedaría un solo papa: Pedro de Roma), han adquirido gran popularidad recientemente.
Las ideas del fin de los tiempos, de la Nueva Jerusalén y la de los elegidos que reinarán junto a Jesús fueron centrales en iglesias protestantes que se establecieron en Norteamérica. La sectarización de algunos de estos grupos, sobre todo por basarse en la idea de los elegidos, los aisló de sus comunidades y redujo su influencia. En cambio, otras iglesias milenaristas, como la de los anabaptistas, llegaron a ser populares. Durante el siglo XX algunas iglesias evangélicas fundamentalistas articularon una visión milenarista, con una concepción sobre el Arrebatamiento para preservar a los creyentes antes de los acontecimientos finales y la proximidad del regreso de Cristo, revelada de acuerdo con sus interpretaciones, por el restablecimiento del estado de Israel. Los testigos de Jehová también sostienen la idea de un reino milenario, aunque con diferencias muy marcadas respecto a la interpretación del mismo. El concepto de un milenio de paz y prosperidad en la tierra bajo el gobierno celestial de Jesucristo y de 144 000 elegidos es una de las enseñanzas y creencias fundamentales de este grupo, muy socorrida en sus publicaciones.

## Manuel de Lacunza y Díaz
El P. Manuel Lacunza Díaz, S. I. (Santiago de Chile, 19 de julio de 1731 - Imola, Italia, 17 de junio de 1801), un teólogo jesuita español, culminó en el año 1790 el trabajo teológico de su vida, enmarcado en la corriente del milenarismo, titulado Venida del Mesías en gloria y majestad. Los tres tomos de su obra fueron publicados póstumamente bajo el pseudónimo judío de Juan Josafat Ben-Ezra.
Para Lacunza, parece claro que hubo bastantes Padres de los primeros tres siglos que sostuvieron una forma de milenarismo, más o menos en la misma línea que propone el jesuita chileno. Según el testimonio de Eusebio y las afirmaciones de San Jerónimo, se adscribieron al milenarismo: Papías, San Justino, San Ireneo de Lyon, Tertuliano, Metodio, Victorino, Lactancio, Sulpicio Severo, entre otros. Sin embargo, a partir del siglo IV, y sobre todo desde San Agustín, el milenarismo desapareció por completo del horizonte de la tradición cristiana por casi un milenio. Por ello, Lacunza no admite el consenso o unanimidad de los Padres y Doctores de la Iglesia, y para apoyar sus tesis milenaristas, reduce dicho consenso solo a los tres primeros siglos, afirmando que los Padres más antiguos tendrían más fuerza argumentativa que los Padres posteriores.
Desde el principio, el libro del P. Lacunza tuvo admiradores entusiastas y opositores declarados entre los jesuitas. Joaquín Camaño, cita entre los primeros a José Petisco y Bartolomé Pou, y entre los segundos a Domingo Muriel y José Guevara. El mismo P. Camaño era un opositor vehemente porque le hería el desprecio con que Lacunza trataba a los expositores sagrados y la libertad con que daba por ciertas sus interpretaciones de la Escritura.
Diego de Villafañe, que calificó la obra de «ingeniosa y gustosa», pero «con errores y modos de hablar dignos de censura», escribió contra ella un libro, que no llegó a imprimir. El mayor impugnador fue Toribio Caballina, que juzgaba que la obra de Lacunza conducía a perder las almas. Le respondió, en forma igualmente áspera, el más apasionado defensor de Lacunza, José Valdivieso. Manuel Luengo, reconociendo un fondo excelente en la obra del P. Lacunza, escribió que no se imprimiría jamás, añadiendo haber visto una carta de la corte de Madrid en que se calificaba a Lacunza de visionario y hereje. Ramón Diosdado Caballero, escribió (el 28 de diciembre de 1801) a Pedro Domínguez, del cual había recibido una copia manuscrita: «Estímese la América de haber dado a luz un sujeto que ha abierto un camino tan singular y raro para llegar al conocimiento e inteligencia de la Escritura y en particular del Apocalipsis».
Con el tiempo no menguó la fama del libro ni la división entre defensores y opositores. Durante el siglo XIX se difundió ampliamente entre los jansenistas. Félix Torres Amat, renombrado traductor de la Vulgata al español, en una nota al capítulo 20 del Apocalipsis, recomienda la lectura de la obra del P. Lacunza como «digna que la mediten los que particularmente se dedican al estudio de la Escritura, porque da luz para la inteligencia de muchos textos oscuros», pero sin defender a los milenaristas puros o espirituales, con la siguiente advertencia: «pero no miro conveniente que la lean aquellos cristianos que sólo tienen un conocimiento superficial de las verdades de la Religión, por el mal uso que pueden hacer de algunas máximas que adopta el padre Lacunza».
Aunque fue incluida en el Índice en el año 1824, razón bastante para que quedara con nota y sospecha de error, la polémica en torno a Lacunza continuó en el siglo XX, y por lo mismo, eran defendidas sus tesis ante la falta de un pronunciamiento magisterial. Pero en el año 1941, la Sagrada Congregación del Santo Oficio en carta dirigida al arzobispo de Santiago José M. Caro Rodríguez, remitiéndose a la prohibición de 1824, rechazó el sistema milenarista, aún el mitigado, y señaló que dicha doctrina, bajo ningún pretexto podría ser enseñada, propagada, defendida, recomendada, sea de viva voz o por escrito.
Pero la mayor influencia del jesuita chileno quedó marcada sobre el protestantismo. Si bien las ideas de Lacunza fueron debatidas y rechazadas en el catolicismo, paradójicamente las iglesias protestantes las elevaron al quasi status de revelación y el libro, reiteradamente proscrito desde 1824, es considerado un clásico por el protestantismo.
Edward Irving, un pastor escocés presbiteriano, leyó la obra de Lacunza y la tradujo al inglés en 1827. Irving —quien era además un orador brillante— fundó la Iglesia Apostólica Católica en Escocia inspirado en Lacunza en que la segunda venida de Cristo estaba cerca.
La presencia de las ideas de Lacunza es también evidente en John Nelson Darby (1800-1882), el padre del dispensacionalismo moderno. Este evangelista anglo-irlandés —a quien se le debe la teoría del "rapto secreto"—, fue un líder importante del movimiento conservador los Hermanos de Plymouth, una asociación heterogénea de grupos evangélicos independientes entre sí con rápida expansión en Europa y Norteamérica. Los Hermanos de Plymouth y los irvingitas compartían en un principio, un común interés por los problemas escatológicos. El ex-clérigo anglicano, Darby, se uniría más tarde a los Hermanos de Plymouth, y promovería las enseñanzas del traductor del libro de Lacunza, el pastor presbiteriano Irving, añadiendo algunas por su propia cuenta.

## Milenarismo secular, teorías sobre su existencia y función
Las tradiciones milenaristas conservan su vitalidad hasta bien entrado el siglo XIX y se consideran una fuente de las utopías revolucionarias del siglo XIX y XX. Su influencia sobre el naciente pensamiento socialista y comunista es directa, particularmente a través de figuras tan destacadas como Robert Owen en Inglaterra, Félicité de Lamennais en Francia y Wilhelm Weitling en Alemania. Robert Nisbet ha expuesto en su Historia de la Idea del Progreso y Ernest Lee Tuveson en Milenio y utopía que la idea misma del progreso, tal como fue formulada dentro del pensamiento moderno, le debe mucho a la vertiente milenarista de pensamiento.
El teórico político John N. Gray —apoyado de manera especial en las conversaciones y los trabajos del historiador Norman Cohn, autor, entre otros, del clásico libro En pos del milenio (The Pursuit of the Millennium) en el que plantea la tesis que relaciona el milenarismo con los fundamentos de los movimientos revolucionarios del siglo XX— desarrolla en su libro Misa negra. La religión apocalíptica y la muerte de la utopía, la idea de que el milenarismo secularizado existe y ha tenido expresiones desastrosas en los proyectos políticos que han alcanzado el poder. El utopismo secular tendría su origen en las ideas apocalípticas de los primeros cristianos. Pablo Batalla Cueto en su libro "La ira azul. El sueño milenario de la Revolución" comenta la profunda raíz religiosa de los movimientos revolucionarios del siglo XIX y XX de todos los continentes como expresión constante histórica del malestar social cuando las condiciones de vida se vuelven insoportables. Señala también su necesidad ante las desigualdades y miserias pero con el habitual fracaso de dichas revoluciones milenaristas ya que en caso de éxito son convertidas, por lo líderes que las llevan a cabo, en nuevos regímenes de poder tradicional.